# Zygmunt Derewenda
Zygmunt Derewenda – chemik, biolog, biofizyk, od 1996 profesor na Uniwersytecie Wirginijskim.
W 1972 ukończył studia na Wydziale Biologii i Nauk o Ziemi Uniwersytetu Łódzkiego. Doktoryzował się na Wydziale Matematyki, Fizyki i Chemii tejże uczelni. Odbył staż podoktorski na Uniwersytecie w Yorku. W 2004 roku na Wydziale Biologii i Ochrony Środowiska UŁ uzyskał habilitację za pracę pt. „Badania strukturalne GTPaz rodziny Rho oraz białek uczestniczących w ich regulacji”. W przeszłości był profesorem na Uniwersytecie Alberty w Kanadzie. Od 1996 jest profesorem na Uniwersytecie Wirginijskim.
Z jego inicjatywy powstał program BioLAB. W jego ramach studenci i doktoranci polskich uczelni, kształcący się w dziedzinach związanych z biologią, mogą odbyć roczny staż na jednej z 4 amerykańskich jednostek naukowo-badawczych: Uniwersytecie Wirginijskim, University of Chicago, Oklahoma Medical Research Foundation oraz University of Texas.
Członek zespołu redakcyjnego czasopisma Acta Crystallographica Section D: Structural Biology.